# 広東外語外貿大学日本語言語文化学院
- 広東外語外貿大学日本語言語文化学院
- 広東外語外貿大学日本言語文化学院
- 広東外語外貿大学日語語言文化学院
- 広東外語外貿大学日本語学部

広東外語外貿大学日本語言語文化学院（かんとんがいごがいぼうだいがくにほんごげんごぶんかがくいん、英語: Faculty of Japanese Language and Culture, Guangdong University of Foreign Studies）は、中国の公立大学である広東外語外貿大学が設置する日本語を教育・研究する機関。

## 略歴
広東外語外貿大学東方言語文化学院所属した元日本語系（日本語学科）を前身とする学院である。2018年、元日本語系（日本語学科）とキャンパスアジア教育センターを統合し、日本語言語文化学院に改組。

## 組織
- 日本言語文学系[2]
- 日本社会文化系[2]
- 翻訳系[2]
- キャンパスアジア教育センター[2]

## 研究機関
- 数字人文研究センター
- 東アジア文化研究センター
- 日中比較生態文学研究所
- 日中韓提携研究センター[3]